# Jean-Joseph Mabiez de Rouville
 Jean-Joseph Mabiez de Rouville , né le 5 octobre 1760 à Trévoux (Ain), mort le 20 octobre 1826 à Trévoux (Ain), est un militaire français de la Révolution et de l’Empire.

## États de service
Il entre en service le 14 mai 1784, comme cavalier au 5e régiment de chevau-légers, il devient brigadier le 14 mars 1785, et il obtient son congé le 17 août 1786. 
Il reprend du service le 3 août 1792, en tant que capitaine au 7e bataillon de volontaires de l’Ain, et il passe le 21 septembre suivant lieutenant-colonel commandant le 21e bataillon de réserve, qui deviendra le 16e régiment d’infanterie de ligne en 1803.
Il fait les campagnes de 1792 à l’an VII, aux armées du Nord, de Sambre-et-Meuse, du Rhin, d’Angleterre et du Danube. Le 18 mars 1793, à la bataille de Neerwinden, son bataillon résiste avec avantage à un corps de cavalerie très nombreux, et le 11 juin 1794, à l’affaire de Courtrai, à la tête d’une compagnie de grenadiers, il attaque vivement l’ennemi et lui enlève une pièce de canon.
Le 4 novembre 1794, alors que le 21e bataillon retranché devant Nimègue, est délogé par une sortie vigoureuse des Anglais et des émigrés, il rallie aussitôt sa troupe, reprend les retranchements, force l’ennemi à rentrer en ville dans le plus grand désordre, et lui fait perdre 300 hommes dans cette affaire. Le 18 avril 1797, lors de la bataille de Neuwied, il est blessé d’un coup de boulet à la cuisse droite et au pouce de la main gauche.
Le 26 avril 1800, il est promu chef de brigade par le général en chef Moreau, et commandant la 16e demi-brigade de ligne. Employé dans la 8e division militaire, il est fait chevalier de la Légion d’honneur le 11 décembre 1803, et officier de l’ordre le 14 juin 1804.
Pendant les ans XIII et XIV, il est embarqué sur l’escadre commandée par l’amiral Villeneuve, et en 1806, il rejoint la Grande Armée. Il prend part aux guerres de Prusse et de Pologne, et il est admis à la retraite le 31 mai 1807.
Il meurt le 20 octobre 1826, à Trévoux.

## Sources
- A. Lievyns, Jean Maurice Verdot, Pierre Bégat, Fastes de la Légion-d'honneur, biographie de tous les décorés accompagnée de l'histoire législative et réglementaire de l'ordre, Tome 3, Bureau de l’administration, 1844, 529 p. (lire en ligne), p. 450.
- « Cote LH/2409/36 », base Léonore, ministère français de la Culture
- Léon Hennet, Etat militaire de France pour l’année 1793, Siège de la société, Paris, 1903, p. 346.
- Commandant G. Dumont, Bataillons de volontaires nationaux, (cadres et historiques), Paris, Lavauzelle, 1914, p. 6.